# Sirio (piroscafo)
Il Sirio fu un piroscafo italiano costruito a Glasgow, atto al trasporto di emigranti italiani; varato nel 1883, naufragò nel 1906 di fronte alle coste del Capo Palos a Cartagena. Il suo tragico naufragio, nel quale perirono tra le 293 e le 500 persone, rappresenta uno dei più gravi disastri navali della marina mercantile italiana e una delle peggiori sciagure, insieme all'affondamento delle navi Utopia, Principessa Mafalda e Orazio, che coinvolsero gli emigranti italiani diretti nelle Americhe.

## Descrizione
La nave aveva due fumaioli alti e sottili e tre alberi a goletta. La velocità iniziale era di 13 nodi, fu aumentata successivamente a 15 nodi.

## Storia
Il Sirio fu varato nei cantieri R. Napier & Sons di Glasgow il 24 marzo 1883. Prima di tre gemelle costruite per le rotte sudamericane della Società Italiana di Trasporti Marittimi Raggio & C., la nave lasciò il porto di Glasgow il 19 giugno 1883 ed arrivò a Genova il 27 giugno dello stesso anno. Il 15 luglio successivo il Sirio salpò per il suo viaggio inaugurale dal capoluogo ligure alla volta del Río de la Plata. Il piroscafo disponeva di 120 posti in prima classe, 120 in seconda e 1200 in terza. Nel gennaio 1885 il Sirio, così come l'intera flotta della Raggio, venne acquisita dalla Navigazione Generale Italiana.
Nel 1887 fu requisito dal governo italiano per il trasporto truppe in Eritrea dopo la sconfitta subita a Dogali.

### Il naufragio
La nave salpò da Genova il 2 agosto 1906 per Buenos Aires con scalo a Barcellona, Cadice, Gran Canaria, Capo Verde, Rio de Janeiro, Santos e Montevideo. Come da programma il giorno seguente la partenza il Sirio attraccò a Barcellona. Dopo aver imbarcato altri passeggeri, il piroscafo lasciò la capitale catalana alla volta di Cadice.
Il 4 agosto la nave passò di fronte a Capo Palos, sulla costa mediterranea della Spagna. In questo punto il promontorio si prolunga sott'acqua per riemergere poi a formare le piccole isole Hormigas. La profondità dell'acqua sulla linea ideale che unisce il capo a queste isolette può essere molto bassa, arrivando in alcune zone, dette "bassi", ad appena tre o quattro metri. Le rotte marittime dell'epoca quindi giravano all'esterno delle isole per evitare il pericolo di questi bassifondi. Inoltre, sopra Capo Palos era stato costruito nel 1864 un grande faro che avvisava della pericolosità di questa costa. Nel pomeriggio stesso, intorno alle 16 circa, la nave, che stava proseguendo a tutta velocità, si incagliò vicino a Capo Palos poiché teneva una rotta troppo rasente alla riva. La prua, inoltre, fu vista innalzarsi con violenza dall'acqua per via della forte velocità, come anche descritto nella testimonianza del comandante della nave francese Maria Louise, che assistette al fatto e partecipò all'opera di salvataggio:
Le lance di salvataggio furono messe fuori uso dall'impatto violentissimo, mentre molti passeggeri vennero scagliati in mare per il contraccolpo e annegarono. Secondo la testimonianza di un passeggero, l'ingegner Maggi, l'acqua entrò nelle cabine di prima classe, poi invase il corridoio di destra e infine lo spazio attorno al boccaporto di poppa e il corridoio a destra della sala macchine; in questa zona si trovavano numerose donne e bambini che rimasero incastrati senza via d'uscita e senza poter essere soccorsi. Il personale di bordo gettò in mare una zattera posta a poppa e si allontanò dalla nave insieme al terzo ufficiale Baglio. Rimasero a bordo solo gli ufficiali, che però persero presto il controllo della situazione. Il giornale L'Esare di Bagni di Lucca riportò questa descrizione:
Il Corriere della Sera riportò che:
Dal momento che l'incidente avvenne in pieno giorno e a pochi chilometri dalla costa, i soccorsi partirono immediatamente. Da Capo Palos, infatti, salparono alcuni pescherecci come il Joven Miguel e il Vicenza Llicano che si prodigarono nel salvataggio dei naufraghi. Il comandante del Joven Miguel, Vicente Buigues, fece accostare la sua nave alla murata del Sirio e imbarcò così trecento naufraghi. Il Joven Miguel, però, era in zavorra (ossia non aveva carico a bordo) e la presenza di tante persone sul ponte rischiava di minarne le stabilità e quindi di farlo rovesciare. Nonostante gli inviti, i passeggeri del Sirio non vollero scendere sotto coperta e fu necessario minacciarli con una pistola per farli obbedire. Soccorso venne anche prestato da due piroscafi che in quegli stessi minuti stavano doppiando Capo Palos: il francese Marie Louise e l'austroungarico Buda.
I giornali inglesi, come il Daily Telegraph, insistettero sulle scene di violenza e sulle lotte al coltello per impadronirsi dei pochi salvagenti disponibili. Una cronaca del tempo narra che la maggior parte dei membri dell'equipaggio riuscì a salvarsi semplicemente perché rimase sulla nave che, essendo incagliata, rimase a galla ancora per dieci giorni. Le vittime furono stimate inizialmente in 293 persone per arrivare ad un totale finale di oltre 500 unità. A causa della presenza a bordo di numerosi clandestini non fu mai possibile stabilire quante gente fosse realmente imbarcata sul Sirio e quanti fossero annegati. Tra le vittime del naufragio vi fu il vescovo di San Paolo del Brasile, José de Camargo Barros.
I naufraghi del Sirio vennero ospitati nella vicina di città di Cartagena: coloro che decisero di proseguire verso il Sudamerica vennero imbarcati sull'Italia e sul Ravenna mentre chi volle ritornare in Italia fu caricato sull'Orione.

## Conseguenze
Furono aperte subito le inchieste sull'incidente che appurarono che il capitano Giuseppe Piccone diresse con buon senso e giudizio le operazioni di salvataggio e fu l'ultimo a salvarsi. Le prime notizie riportate dai giornali dell'epoca indicano invece nel capitano e nell'equipaggio un comportamento non appropriato che ha portato al naufragio della nave.
La stampa spagnola denunciò inoltre come il Sirio fosse solito effettuare scali non ufficiali lungo la costa iberica per imbarcarvi passeggeri clandestini. Questi infatti venivano condotti fin sotto la fiancata del piroscafo da imbarcazioni di fortuna e poi trasbordati. Questo spiegherebbe il motivo per cui il Sirio si trovasse a navigare così vicino alla costa.

## Memorie
A Capo Palos è stato dedicato un museo al naufragio del Sirio. Nel museo sono esposti anche i volantini che davano la possibilità di fare entrare alla nave i clandestini in scali extra.
La poppa si trova a circa 40 metri di profondità, mentre la prua a circa 70 metri. Dopo la dichiarazione della “Riserva Marina di Capo di Palo e Isole Formiche” nel 1995 l'attività subacquea nella zona è limitata, per una sua visita è richiesto il permesso del “Consiglio dell'Ambiente del Governo Regionale della Murcia”.
A questo episodio è dedicata una canzone popolare che è stata cantata anche da Giovanna Marini e Francesco De Gregori, Il tragico naufragio della nave Sirio.